# 278-я дорожно-комендантская бригада
278-я дорожно-комендантская бригада — соединение дорожных войск Вооружённых сил СССР в период Афганской войны (1979—1989).

## История бригады

### Предпосылки для создания дорожно-комендантской службы вОКСВА
При вводе в декабре 1979 года в Афганистан советских войск, в составе контингента не было включено ни одного формирования дорожных войск.
Функции дорожного обеспечения вынуждены были выполнять штатные подразделения комендантской службы от мотострелковых соединений (дивизий, бригад) не предназначенных для этих целей (дорожное обеспечение). К примеру на восточном направлении (Термез — Пули-Хумри — Кабул) частично дорожное обеспечение осуществляли инженерно-сапёрные подразделения, а функции дорожно-комендантской службы сторожевые заставы выставлявшиеся от 201-й и 108-й мотострелковых дивизий. На западном направлении (Кушка — Шинданд — Кандагар) этими функциями занимались — подразделения от 5-й гвардейской мотострелковой дивизии и от 70-й отдельной гвардейской мотострелковой бригады.
В результате привлечения неспециализированных подразделений на военно-автомобильных дорогах возникали заторы в движении транспортных колонн и перебои с тыловым обеспечением войск (сил). Иногда из-за отсутствия должной организации дорожно-комендантской службы происходили трагические случаи.
К примеру:
- 23 февраля 1980 года в результате дорожно-транспортного происшествия (ДТП) советская колонна 2-й зенитно-ракетной бригады остановилась внутри тоннеля, из за заглохшего автомобиля, на перевале Саланг, и 18 военнослужащих задохнулись выхлопными газами[2].
- 3 ноября 1982 года, в результате возникшего внутри тоннеля на перевале Саланг затора, погибло 176 человек — 64 человек военнослужащих ОКСВА и 112 граждан ДРА[3].

Главная автомобильная дорога Афганистана на западном направлении, связывавшая северо-западные и южные провинции государства проходила большей частью по равнинной территории пустынной и степной местности. Постоянная группировка советских войск в западной части ДРА составляла только 15 % (два крупных соединения — 70-й мотострелковой бригады и 5-й мотострелковой дивизии) от общего числа войск (сил) 40-й Армии. Обстановка на автомобильной дороге связывавшей восточную часть ДРА и её столицу с СССР привлекала к себе больше внимания и усилий в плане обеспечения безопасности.
Автомобильная дорога Термез—Пули-Хумри—Кабул проходила по местности со сложным горным рельефом и преодолевала на своём пути высокогорный перевал Саланг.
Более сложные климатические условия и высокая загруженность автомобильной дороги по которой осуществлялось тыловое обеспечение основной части 40-й Армии требовало постоянного присутствия специализированного формирования дорожного обеспечения.

#### Формирование и ввод в ДРА 692-го отдельного дорожного батальона
На основании Директивы Генерального Штаба ВС СССР № 3140389 от 16 апреля 1980 года на основе 543-й дорожно-испытательной базы в г. Кашира Ленинградского военного округа был сформирован 692-й отдельный дорожный батальон (войсковая часть 24026).
В состав войск ТуркВО батальон был направлен тремя воинскими эшелонами 8 мая 1980 года.
В Афганистана батальон был введён 1 июня 1980 года.
Состав 692-го батальона при вводе:
- Управление батальона;
- 3 дорожно-строительные роты;
- 1 дорожно-комендантская рота.

Штаб батальона, 1-я дорожно-строительная рота и дорожно-комендантская рота были расположены в н.п. Чаугани провинции Баглан, где был развёрнут диспетчерский пункт и установлена радиосвязь со Штабом Тыла 40-й Армии и Оперативной группой Тыла ВС СССР.
2-я дорожно-строительная рота, совершив марш в г. Пули-Хумри, получила боевую задачу осуществить строительство подъездов и площадок для 59-й бригады материального обеспечения.
3-я дорожно-строительная рота, прибыла в г. Кундуз и получила боевую задачу начать восстановление и строительство автомобильных дорог от г. Кундуз к речному порту на Амударье в н.п. Шерхан провинции Кундуз, в н.п. Ташкурган провинции Саманган и до г. Термез Узбекской ССР. В г. Кундуз также разместились отдельная инженерно-сапёрная рота и отдельная автотранспортная рота.
Таким образом было положено начало для дорожного обеспечения 40-й Армии силами воинской части специальных войск — 692-го отдельного дорожного батальона.
14 января 1981 года был издан приказ командующего 40-й Армии, направленный на повышение роли и ответственности дорожно-комендантской службы.
В соответствии с директивой Штаба ТуркВО 692-й отдельный дорожный батальон был в июне 1982 года переформирован на штат отдельного дорожно-комендантского батальона с сохранением порядкового номера.
В итоге состав 692-го батальона был следующим:
- Управление батальона;
- 2 дорожные роты;
- 2 дорожно-комендантские роты.

Весь батальон был передислоцирован на перевал Саланг и размещён гарнизонами от н.п. Душак до н.п. Калавуланг провинции Баглан. При этом были определены более четкие требования к организации движения на перевале Саланг.

### Формирование 278-й дорожно-комендантской бригады
По итогам трёхлетней работы, проделанной 692-м батальоном к началу 1983 года, ГенШтаб ВС СССР осознал острую необходимость в увеличении подразделений дорожно-комендантской службы, в интересах полноценного функционирования воинских частей в условиях нарастающей партизанской войны. Требовались дополнительные подразделения, которые смогли бы обеспечить безопасность и прохождение военных колонн на главном автотранспортном маршруте, который связывал г. Кабул и речной порт в г. Хайратон на советско-афганской границе.
1 апреля 1983 года на основании директивы Генерального Штаба ВС СССР была сформирована и введена в состав 40-й Армии 278-я дорожно-комендантская бригада (или войсковая часть 83437).
В состав бригады вошли уже находившиеся на территории ДРА 692-й отдельный дорожно-комендантский батальон (войсковая часть 24026) и два отдельных батальона охраны — 1355-й (войсковая часть 34631) и 1359-й (войсковая часть 25564).
Организационно отдельный батальон охраны представлял собой штатный мотострелковый батальон на БТР-70 численностью в 400 человек.
На основании той же директивы Генерального Штаба ВС СССР 1355-й отдельный батальон охраны был переформирован в 1083-й отдельный дорожно-комендантский батальон, а 1359-й отдельный батальон охраны в 1084-й отдельный дорожно-комендантский батальон с сохранением номеров войсковых частей.

#### 1355-й отдельный батальон охраны
1355-й батальон был сформирован на основании директивы Генерального Штаба ВС СССР от 26 ноября 1981 года на базе Дивизии внутренних войск имени Дзержинского в г. Балашиха. В ТуркВО батальон был направлен одним железнодорожным эшелоном.
Под г. Термез на полигоне батальону была придана бронетехника. 9 декабря 1981 года по понтонному мосту 1355-й батальон вошёл на территорию ДРА.
Боевой задачей, поставленной перед батальоном, была организация сторожевого охранения вокруг ГЭС у н.п. Суруби провинции Кабул и участков автомобильной трассы, связывающей города Кабул и Джелалабад. Управление батальона находилось в н.п. Суруби.
В январе 1983 года для обеспечения сторожевого охранения участка дороги от н.п. Руха, где находился 177-й отдельный отряд специального назначения с приданными ему подразделениями от 108-й мотострелковой дивизии, до н.п. Гульбахор провинции Парван, 1355-й батальон полным составом был переброшен в Панджшерское ущелье. 1-я рота охраны встала в н.п. Гульбахор. 2-я и 3-я роты встали на входе в ущелье и далее вглубь по ущелью. После достигнутого перемирия командования 40-й Армии с Ахмад Шах Масудом 177-й отряд с приданными подразделениями и 1355-м батальоном были выведены из Панджшерского ущелья.
1 апреля 1983 года 1355-й батальон был передислоцирован в г. Джабаль-Ус-Сарадж провинции Парван и переформирован в 1083-й отдельный дорожно-комендантский батальон.

#### 1359-й отдельный батальон охраны
1359-й батальон был сформирован на основании директивы Генерального Штаба ВС СССР от 9 ноября 1981 года под г. Алма-Ата САВО. В ТуркВО батальон был направлен одним железнодорожным эшелоном.
Под г. Термез на полигоне батальону была придана бронетехника. 6 декабря 1981 года по понтонному мосту 1355-й обо вошёл на территорию ДРА. Боевой задачей, поставленной перед батальоном, была охрана аэродромов, прикрытие взлётов и посадок вертолётов и самолётов. Управление батальона находилось в г. Кундуз. 1-я рота охраны охраняла аэродром в г. Файзабад, 2-я рота — аэродром в н.п. Меймене, 3-я рота — аэродром в г. Кундуз.
1 апреля 1983 года 1359-й батальон был передислоцирован в г. Хайратон провинции Балх и переформирован в 1084-й отдельный дорожно-комендантский батальон.

#### Состав 278-й бригады
Со вхождением 1355-го обо и 1359-го батальонов в состав 278-й бригады, батальоны были переформированы и приведены к штату отдельного дорожно-комендантского батальона.
Состав 278-го дкбр на апрель 1983 года с пунктами дислокации:
- Управление бригады (в/ч 83437). Дислоцировалось в н.п. Чаугани провинции Баглан
  - 692-й отдельный дорожно-комендантский батальон (в/ч 24026). Штаб до ноября 1986 года располагался у северных ворот туннеля Саланг, после в н.п. Шауль провинции Баглан.
  - 1083-й отдельный дорожно-комендантский батальон (в/ч 34631). Штаб располагался в г. Джабаль-Уc-Сарадж.
  - 1084-й отдельный дорожно-комендантский батальон (в/ч 25564). Штаб располагался до октября 1985 года в г. Хайратон, после в н.п.Найбабад провинции Балх.

По своему составу и назначению 692-й батальон отличался от 1083-го и 1084-го батальонов. Последние два батальона выполняли только функции дорожно-комендантской службы. 692-й батальон, имея в своём штате дорожно-строительные подразделения со специализированной дорожно-строительной техникой (автокраны, грейдеры, бульдозеры, самосвалы, экскаваторы), мог выполнять ещё и дорожное обеспечение в полном объёме.
Численность 692-го батальона, который включал в себя штаб, четыре роты и отдельные взвода, по штату составляла 400 человек.
Численность 1083-го и 1084-го батальонов, которые состояли из штаба, двух рот и отдельных взводов, по штату составляла по 270 человек в каждом.
Для проведения технического обслуживания и текущего ремонта автомобилей проходящих колонн с марта 1984 года в состав 278-й дкбр введены пункты технической помощи (ПТП). Также в составе бригады были созданы 17 диспетчерских пунктов.
Общая численность личного состава 278-й бригады вместе с управлением бригады составила по штату 1211 человек. Из них 1008 солдат и сержантов, 69 прапорщиков, 23 вольнонаёмных и 111 офицеров.

### Задачи соединения
Зоной ответственности 278-й бригады являлась дорога Термез — Ташкурган — Пули-Хумри — Кабул — Пули-Чархи протяжённостью в 516 километров.
Основными задачами, поставленными перед соединением, являлись:
- регулирование движения и осуществление диспетчерского контроля за прохождением автомобильных колонн в отведённой ему зоне ответственности.
- обеспечение безопасности движения при пропуске колонн через перевальные участки и тоннели.
- поддержание дисциплины марша среди водительского состава, пресечение случаев спекулятивных сделок, продажи материальных средств и других незаконных действий на маршруте.
- ведение непрерывной разведки с целью выявления групп мятежников, определения состояния дороги, расчистка её от снежных лавин, камнепадов, оползней и завалов, контроль за радиационной и химической обстановкой.
- организация эвакуации в назначенные места убитых, раненых, неисправной и повреждённой техники.

### Потери
В Афганистане 278-я бригады провела 5 лет 9 месяцев 13 дней. Всего через бригаду прошло 7 тысяч офицеров, прапорщиков, сержантов и солдат.

Безвозвратные людские потери за это время составили (в скобках указаны потери до включения подразделений в состав бригады):
- Управление бригады — 9 человек
- 692-й батальон — 28 (17) человек
- 1083-й батальон — 21 (8) человек
- 1084-й батальон — 17 (1) человек

Пропало без вести — 6 человек.
Итого людские потери личного состава 278-й дкбр — 81 человек.
Общие потери подразделений включённых в состав бригады — 107 человек.

### Вывод и расформирование бригады
Порядок вывода подразделений бригады:
1. 5 февраля 1989 года на территорию СССР были выведены 1-я, 3-я и 4-я роты 692-го батальона. 2-я рота этого батальона была снята с марша и возвращена на Саланг, в связи с тем, что части правительственной армии ДРА потеряли контроль над ситуацией на перевале Саланг. В связи с этим в прикрытии вывода боевых частей 40-й Армии пришлось участвовать части тылового обеспечения.
2. 7 февраля 1989 года на территорию СССР выведены Управление бригады и 1083-й батальон.
3. 12 февраля 1989 года вышла 2-я рота 692-го батальона.
4. 13 февраля 1989 года выведен 1084-й батальон.

С 6 февраля по 7 марта 1989 года бригада была расформирована.

## Командиры 278-й бригады
Список командиров 278-й бригады:
- Дударенко, Леонид Андреевич — 1983—1985.
- Мустаев, Риф Шакаалиевич — 1985—1987.
- Остапенко, Николай Иванович — принял командование в мае 1987 года. Погиб 8 сентября 1987 года.
- Цалко, Алексей Михайлович — 1987—1989.